# Билишане
Билишане су насељено мјесто у Буковици, у сјеверној Далмацији. Припадају граду Обровцу, у Задарској жупанији, Република Хрватска.

## Географија
Налазе се 6 км југоисточно од Обровца.

## Историја
Билишане се од распада Југославије до августа 1995. године налазиле у Републици Српској Крајини.

## Култура
У Билишанима Доњим се налази храм Српске православне цркве Св. Јована Крститеља из 1734. године, а у Билишанима Горњим српска православна црква Рођења Пресвете Богородице из 1860. године.

## Становништво
Према попису из 1991. године, Билишане су имале 857 становника, од чега 848 Срба, 4 Хрвата и 5 осталих. Према попису становништва из 2001. године, Билишане је имало само 29 становника. Билишане су према попису становништва из 2011. године имале 176 становника.
| Националност       | 1991. | 1981. | 1971. | 1961. |
| Срби               | 848   | 898   | 990   | 1.134 |
| Југословени        |       | 14    | 9     |       |
| Хрвати             | 4     | 4     | 7     | 8     |
| остали и непознато | 5     | 12    | 2     | 4     |
| Укупно             | 857   | 928   | 1.008 | 1.146 |

| Демографија | Демографија | Демографија |
| Година      | Становника  | Становника  |
| ----------- | ----------- | ----------- |
| 1961.       | 1.146       |             |
| 1971.       | 1.008       |             |
| 1981.       | 928         |             |
| 1991.       | 857         |             |
| 2001.       | 29          |             |
| 2011.       |             | 176         |

## Попис 1991.
На попису становништва 1991. године, насељено место Билишане је имало 857 становника, следећег националног састава:
| Попис 1991.‍  | Попис 1991.‍  | Попис 1991.‍ | Попис 1991.‍ | Попис 1991.‍ |
| ------------ | ------------ | ----------- | ----------- | ----------- |
|              |              |             |             |             |
| Срби         | Срби         |             | 848         | 98,94%      |
| Хрвати       | Хрвати       |             | 4           | 0,46%       |
| Муслимани    | Муслимани    |             | 1           | 0,11%       |
| Украјинци    | Украјинци    |             | 1           | 0,11%       |
| неопредељени | неопредељени |             | 2           | 0,23%       |
| непознато    | непознато    |             | 1           | 0,11%       |
| укупно: 857  |              |             |             |             |

## Презимена
Презимена из Билишана су:
| - Баљак — Православци, славе Светог Луку - Баџа — православци, славе Светог Николу - Бербер — православци, славе Светог Стефана - Веселиновић — православци, славе Светог Стефана - Гњатовић — православци, славе Светог Николу - Гуглета — православци, славе Светог Николу - Калинић — православци, славе Ђурђевдан - Куриџа — православци, славе Светог Николу - Швељо — православци,славе Светог Николу | - Мајсторовић — православци, славе Светог Николу - Мишковић — православци, славе Светог Димитрија - Обрић — православци, славе Светог Архангела Михаила - Олуић — православци, славе Светог Архангела Михаила - Паравиња — православци, славе Светог Јована - Пешељ — православци, славе Светог Николу - Пуповац — православци, славе Ђурђевдан - Секулић — православци, славе Светог Николу - Симић — православци, славе Светог Николу |

## Познати људи
- Петар Јагодић Куриџа